# José Ramón Zabala
José Ramón Zabala Urra (Artaza, 1948 - Pamplona, 16 de marzo de 2005) fue un sindicalista y político socialista español.

## Biografía
Estudió primero Magisterio y, después, Ciencias Políticas y Sociología en la Universidad Nacional de Educación a Distancia (UNED); fue profesor de Enseñanza General Básica en un colegio religioso de la capital navarra. Miembro del Partido Socialista de Navarra (PSN)-PSOE y de la Unión General de Trabajadores (UGT), formó parte de la dirección del sindicato en 1978, al inicio de la Transición. Tras un año como concejal de Pamplona (1982-1983), se dedicó de forma más activa al ámbito político durante los años 1980, cuando entró en la dirección del PSN-PSOE (1979-1987): además de la concejal, fue parlamentario foral en Navarra, en cuya cámara ejerció la vicepresidencia (1983-1987), siendo elegido después senador en el período 1987-1989, en sustitución de Julián Balduz. Retornó al ámbito sindical en los años 1990 y 2000, donde ocupó puestos de responsabilidad en la dirección, el gabinete de estudios y representó a UGT en diversos órganos institucionales como el Consejo Económico y Social, el de Estadística, el Consejo de Formación Profesional y el Observatorio de Empleo hasta su fallecimiento. Una recopilación de sus artículos sobre política y sindicalismo a lo largo de veinticinco años se publicaron dos años después bajo el título Navarra 1980-2005. Una visión comprometida.
Sus compañeros lo calificaron de hombre luchador, comprometido, buen «sindicalista y mejor persona». Por su parte, desde la Universidad Pública de Navarra, donde obtuvo la suficiencia investigadora en Sociología Política, se señaló su condición de «pedagogo de la política» donde «Navarra fue el eje de sus reflexiones» en un sentido ilustrado, alejado del «navarrismo» y el nacionalismo.